# José Luis Pérez González
José Luis Pérez González (* 14. Mai 2001 in Palma de Mallorca) ist ein spanischer Motorradrennfahrer.
2019 debütierte Pérez in der Supersport-Weltmeisterschaft, absolvierte vor 2021 jedoch ausschließlich Gaststarts.
2021 wurde Pérez vom ehemaligen Rennfahrer Jakub Smrž unter Vertrag genommen. Er konnte die Erwartungen jedoch nicht erfüllen und schloss die Saison lediglich als 25. ab.
2022 bekam er eine zweite Chance bei Smrž Racing, konnte jedoch verletzungsbedingt erst spät in die Saison starten. Obwohl er nur bei sieben von 16 Rennen am Start war, fuhr er 40 Punkte an und verbesserte sich auf den 16. Gesamtrang. Auf dem Autódromo Internacional do Algarve war er am Samstag in einen unverschuldeten Unfall verwickelt, bei dem Victor Steeman sein Leben verlor. Daraufhin ging der Spanier am Sonntag nicht an den Start.
Auch 2023 fährt der Mallorquiner für dasselbe Team. Nachdem er schon fünfmal Vierter geworden war und bisher in dieser Saison nie schlechter als Achter die Zielflagge gesehen hatte, fuhr er auf dem Autodrom Most bei seinem 40. Rennstart als Dritter erstmals aufs Podest. Aufgrund seiner Konstanz war dies sogar ausreichend, um die WM-Führung zu übernehmen.

## Statistik

### In der Supersport-300-Weltmeisterschaft
(Stand: Saisonende 2023)
| Saison | Team                 | Motorrad           | Rennen | Siege | Zweiter | Dritter | Poles | Schn. Runden | Punkte | Ergebnis |
| ------ | -------------------- | ------------------ | ------ | ----- | ------- | ------- | ----- | ------------ | ------ | -------- |
| 2019   | DS Junior Team       | Kawasaki Ninja 400 | 4      | –     | –       | –       | –     | –            | 4      | 35.      |
| 2020   | Machado Came SBK     | Yamaha YZF-R3      | 4      | –     | –       | –       | –     | –            | 1      | 39.      |
| 2021   | Accolade Smrž Racing | Kawasaki Ninja 400 | 15     | –     | –       | –       | –     | –            | 25     | 25.      |
| 2022   | Accolade Smrž Racing | Kawasaki Ninja 400 | 7      | –     | –       | –       | –     | –            | 40     | 16.      |
| 2023   | Accolade Smrž Racing | Kawasaki Ninja 400 | 16     | –     | 1       | 3       | 2     | –            | 200    | 2.       |
| Gesamt | Gesamt               | Gesamt             | 46     | 0     | 1       | 3       | 2     | 0            | 270    |          |

### In der Supersport-Weltmeisterschaft
(Stand: Saisonende 2023)
| Saison | Team        | Motorrad           | Rennen | Siege | Zweiter | Dritter | Poles | Schn. Runden | Punkte | Ergebnis |
| ------ | ----------- | ------------------ | ------ | ----- | ------- | ------- | ----- | ------------ | ------ | -------- |
| 2023   | D34G Racing | Ducati Panigale V2 | 2      | –     | –       | –       | –     | –            | 1      | 42.      |
| Gesamt | Gesamt      | Gesamt             | 2      | 0     | 0       | 0       | 0     | 0            | 1      |          |